# Sörforsdammen
Sörforsdammen este o arie protejată (arie specială de conservare — SAC, sit de importanță comunitară — SCI) din Suedia întinsă pe o suprafață de 20,8 ha, integral pe uscat.

## Localizare
Centrul sitului Sörforsdammen este situat la coordonatele 63°51′01″N 20°02′23″E / 63.8502°N 20.0398°E.

## Înființare
Situl Sörforsdammen a fost declarat sit de importanță comunitară în iunie 2001 pentru a proteja 1 specie de plante și 1 specie de animale. Situl a fost protejat și ca arie specială de conservare în martie 2011.

## Biodiversitate
Situată în ecoregiunea boreală, aria protejată nu include niciun habitat protejat.
La baza desemnării sitului se află mai multe specii protejate:
- plante (1): Persicaria foliosa
- nevertebrate (1): Dytiscus latissimus